# 斑目広基
斑目 広基（まだらめ ひろもと）は、戦国時代から安土桃山時代にかけての武将。白河結城氏の家臣。陸奥国東館城主。

## 略歴
斑目氏は橘諸兄の後裔である橘朝臣氏の子孫ともされる。
広基は兄・斑目広綱と共に勇猛な武将として知られ、常陸国の佐竹氏との戦いで活躍した。陸奥と常陸の国境付近にある東館城を護っていたが、天文10年（1541年）に佐竹義篤に攻め落とされ、白河に撤退した。
天文13年（1544年）、主君・結城義綱が鹿島神社の別当寺である鹿王山最勝寺に銅鐘（梵鐘）を奉納した際、義綱・晴綱父子、白河結城氏庶流の南恵綱、新小萱篤綱、奉行・和知直頼や鋳物師・早山清次らと共に鐘銘に名が記されている。
天正4年（1576年）4月27日、陸奥赤館城攻めで総大将・佐藤忠秀に従って広基も奮戦し、佐竹氏に奪われていた赤館城を奪い返すが、後に結城義親に佐竹氏への内通の嫌疑をかけられ広綱と共に謀殺された。赤館城を落とした際に捕らえた佐竹氏の家臣・渋江氏光の幼い娘を佐竹氏に送り返し、その返礼として佐竹氏が斑目領のみ青田刈りを行わなかったのを義親に疑われたためといわれる。
子・基庸は主家没落後に伊達政宗に仕え、子孫は涌谷白河氏の客分となったという。